# Montjustin
Pour les articles homonymes, voir Montjustin (homonymie).
Montjustin est une commune française, située dans le département des Alpes-de-Haute-Provence en région Provence-Alpes-Côte d'Azur.
Le nom de ses habitants est Montjustiniens.

## Géographie
Le village est noté comme pittoresque par l’Atlas historique de la Provence (1969). Son emplacement laisse penser à une origine antique : il est situé sur la crête d'une colline, avec au nord une bonne visibilité sur la plaine, et au sud le Luberon, qui constitue une protection naturelle.[réf. nécessaire]

### Localisation

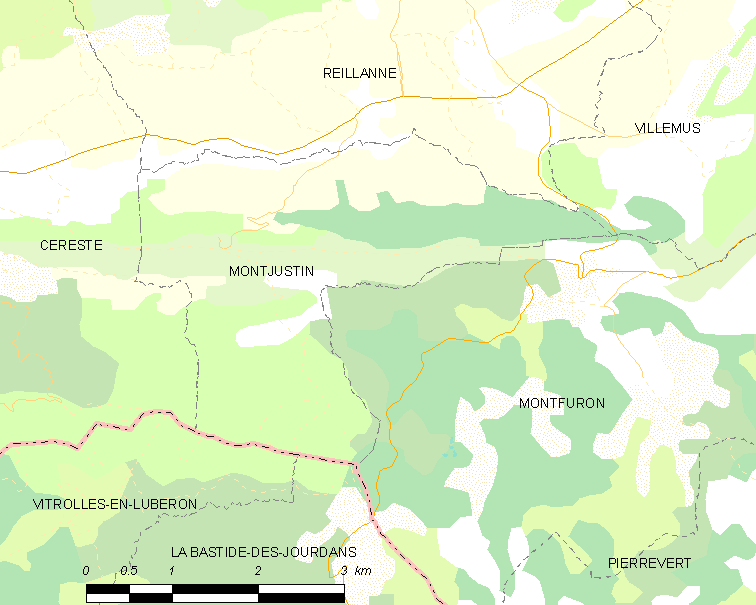
Montjustin et les communes voisines (Cliquez sur la carte pour accéder à une grande carte avec la légende).

Cette commune du sud-ouest du département des Alpes-de-Haute-Provence est accessible par la route départementale RD 214, qui s’embranche sur l’ancienne route nationale 100 (actuelle RD 4100), reliant Avignon au col de Larche à la frontière entre la France et l'Italie.
|                                 | Reillanne  |           |
| Céreste                         | Montjustin | Villemus  |
| Vitrolles-en-Luberon (Vaucluse) |            | Montfuron |

La commune fait partie intégrante du parc naturel régional du Luberon.

### Géologie
Le territoire communal est inclus dans la réserve naturelle nationale géologique du Luberon. Parmi les 28 sites du Cénozoïque (ère tertiaire) du parc, le site numéro 20, les Cayols, d'une superficie de 19,46 ha, se situe dans la partie sud du territoire communal.

### Relief

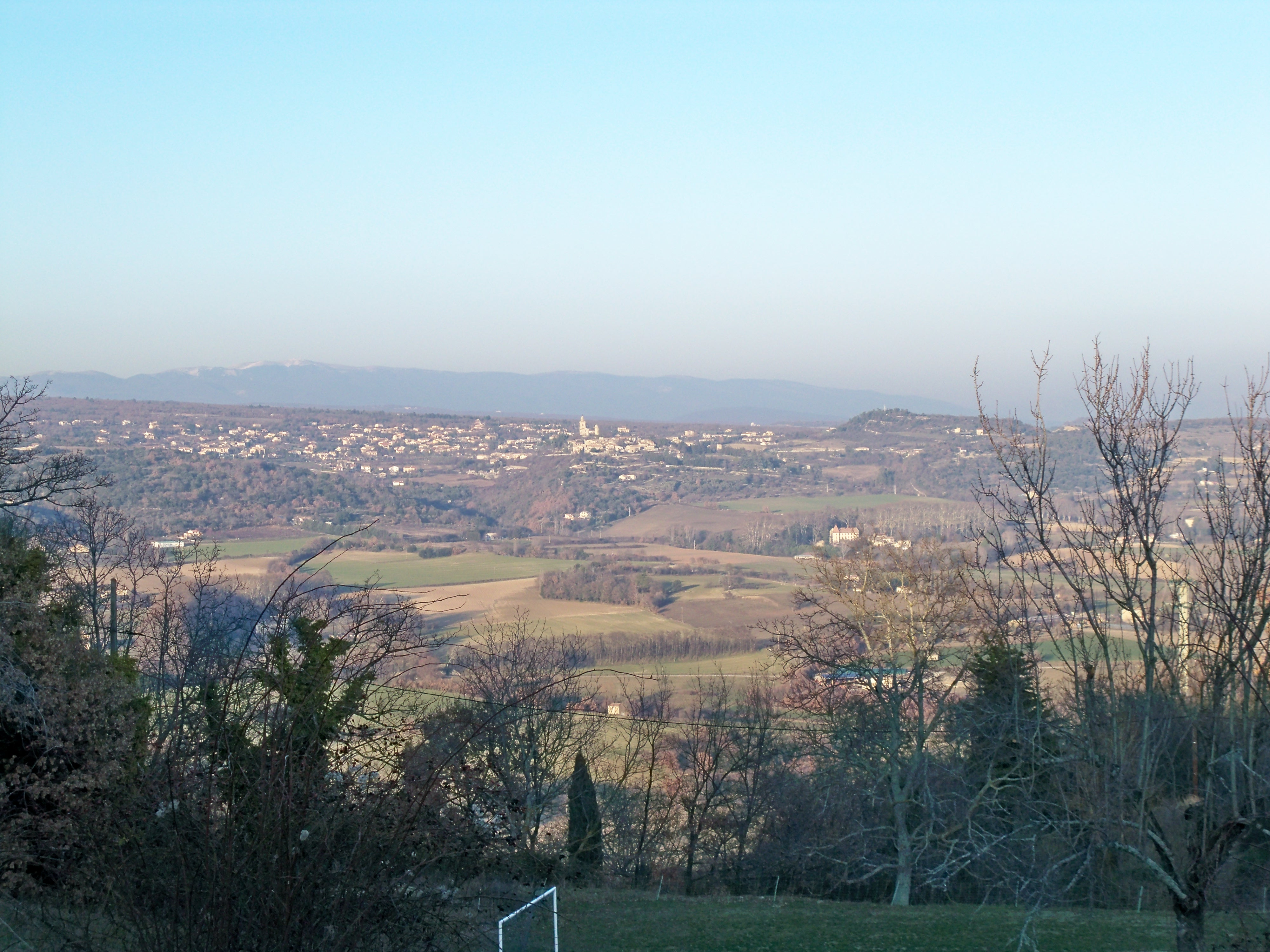
La vallée vue de Montjustin, en direction du Nord (on aperçoit Reillanne et la montagne de Lure).

L'altitude varie de 386 mètres au nord à 721 mètres au sud. Le village se situe en limite sud du massif du Luberon, sur un versant général orienté vers le nord, mais perché sur une crête (dont l'altitude varie de 677 à 573 mètres) entre deux ruisseaux, au sein de la vallée de Reillanne.
Le terroir de la commune est situé sur l’ubac du Luberon.

### Environnement
La commune compte 425 ha de bois et forêts, soit plus de 40 % de la superficie.

### Hydrographie
Montjustin est traversée par plusieurs cours d'eau :
- l’Encrême, rivière de 10,5 km,
- le ruisseau l’Aiguebelle, qui est en limite sud de la commune,
- le ruisseau le Tréchiou, affluent de l’Encrême,
- le ravin de l’Embuissonnade.

### Climat
Pour des articles plus généraux, voir Climat de Provence-Alpes-Côte d'Azur et Climat des Alpes-de-Haute-Provence.
En 2010, le climat de la commune est de type climat méditerranéen altéré, selon une étude du Centre national de la recherche scientifique s'appuyant sur une série de données couvrant la période 1971-2000. En 2020, Météo-France publie une typologie des climats de la France métropolitaine dans laquelle la commune est dans une zone de transition entre le climat de montagne et le climat méditerranéen et est dans la région climatique Provence, Languedoc-Roussillon, caractérisée par une pluviométrie faible en été, un très bon ensoleillement (2 600 h/an), un été chaud (21,5 °C), un air très sec en été, sec en toutes saisons, des vents forts (fréquence de 40 à 50 % de vents > 5 m/s) et peu de brouillards.
Pour la période 1971-2000, la température annuelle moyenne est de 11,6 °C, avec une amplitude thermique annuelle de 17 °C. Le cumul annuel moyen de précipitations est de 837 mm, avec 6,3 jours de précipitations en janvier et 3,2 jours en juillet. Pour la période 1991-2020, la température moyenne annuelle observée sur la station météorologique de Météo-France la plus proche, « La Bastide des Jourdans », sur la commune de La Bastide-des-Jourdans à 7 km à vol d'oiseau, est de 13,5 °C et le cumul annuel moyen de précipitations est de 698,1 mm. 
La température maximale relevée sur cette station est de 42,4 °C, atteinte le 28 juin 2019 ; la température minimale est de −12,3 °C, atteinte le 6 février 2012,,.
Les paramètres climatiques de la commune ont été estimés pour le milieu du siècle (2041-2070) selon différents scénarios d'émission de gaz à effet de serre à partir des nouvelles projections climatiques de référence DRIAS-2020. Ils sont consultables sur un site dédié publié par Météo-France en novembre 2022.

### Voies de communication et transports
La commune est desservie par la RN 100 entre Apt et Forcalquier, puis une petite route. L’ancien chemin de Manosque à Apt passe par Montjustin. Son tracé est suivi par le sentier de grande randonnée GR4.
La gare SNCF la plus proche est celle de Manosque, desservie par des TER.

### Risques naturels et technologiques
Aucune des 200 communes du département n'est en zone de risque sismique nul. Le canton de Reillanne auquel appartient Montjustin est en zone 1b (sismicité faible) selon la classification déterministe de 1991, basée sur les séismes historiques, et en zone 4 (risque moyen) selon la classification probabiliste EC8 de 2011. La commune de Montjustin est également exposée à trois autres risques naturels :
- feu de forêt,
- mouvement de terrain : la commune est presque entièrement concernée par un aléa moyen à fort[18].

La commune de Montjustin est de plus exposée à un risque d’origine technologique, celui de transport de matières dangereuses par route. La départementale RD900 (ancienne route nationale 100) qui passe en bordure de la commune, et en surplomb, peut être empruntée par les transports routiers de marchandises dangereuses.
Aucun plan de prévention des risques naturels prévisibles (PPR) n’existe pour la commune et le Dicrim n’existe pas.

## Urbanisme

### Typologie
Au 1er janvier 2024, Montjustin est catégorisée commune rurale à habitat très dispersé, selon la nouvelle grille communale de densité à 7 niveaux définie par l'Insee en 2022.
Elle est située hors unité urbaine. Par ailleurs la commune fait partie de l'aire d'attraction de Manosque, dont elle est une commune de la couronne,. Cette aire, qui regroupe 30 communes, est catégorisée dans les aires de 50 000 à moins de 200 000 habitants,.

### Occupation des sols
L'occupation des sols de la commune, telle qu'elle ressort de la base de données européenne d’occupation biophysique des sols Corine Land Cover (CLC), est marquée par l'importance des forêts et milieux semi-naturels (68,9 % en 2018), une proportion identique à celle de 1990 (68,9 %). La répartition détaillée en 2018 est la suivante : 
forêts (50,6 %), terres arables (23,6 %), milieux à végétation arbustive et/ou herbacée (18,3 %), zones agricoles hétérogènes (4,2 %), prairies (3,3 %).
L'évolution de l’occupation des sols de la commune et de ses infrastructures peut être observée sur les différentes représentations cartographiques du territoire : la carte de Cassini (XVIIIe siècle), la carte d'état-major (1820-1866) et les cartes ou photos aériennes de l'IGN pour la période actuelle (1950 à aujourd'hui).

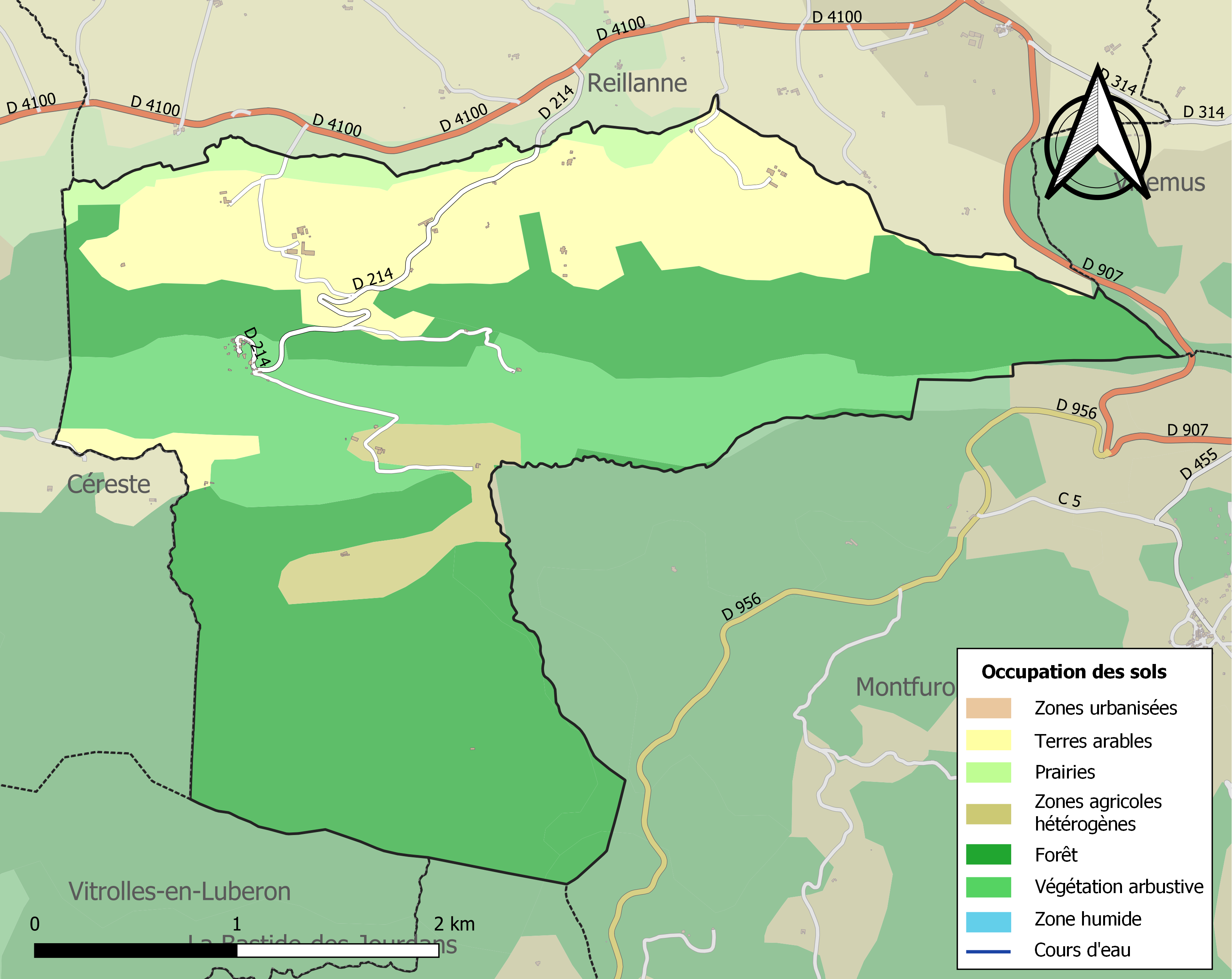
Carte de l'occupation des sols de la commune en 2018 (CLC).

## Toponymie
Le nom du village tel qu’il apparaît pour la première fois dans les textes en 1022 (in territorio montis justini), est formé de l’occitan mont et d’un nom de personne.
La colline Saint-Laurent, immédiatement à l'ouest du village, tire son nom d'une chapelle des Xe et XIIe siècles disparue, dont les fouilles ont retrouvé le mur nord.

## Histoire

### Préhistoire et Antiquité
La crête de Montjustin était occupée par un oppidum à l’époque de l’indépendance gauloise. Le site du village est occupé sous l’Empire romain, à partir du IIIe siècle.
Alors que le sud-est de la Gaule était une terre burgonde, le roi des Ostrogoths Théodoric le Grand fait la conquête de la région entre la Durance, le Rhône et l’Isère en 510. La commune dépend donc brièvement à nouveau de l’Italie, jusqu’en 526. En effet, pour se réconcilier avec le roi burgonde Gondemar III, la régente ostrogothe Amalasonthe lui rend ce territoire.

### Moyen Âge
Le village est une ancienne place forte qui apparaît pour la première fois dans les chartes en 1022, et dont le château subsiste. La communauté relevait de la viguerie de Forcalquier. Le prieuré Saint-Maurin (à l’origine, Saint-Maurice), fondé par Boniface de Reillanne au début du XIe siècle appartenait à l’archevêque d'Arles, qui le donne en 1030 à l’abbaye Saint-Victor de Marseille.
Le 29 juin 1220, les accords de Meyrargues sont signés entre Guillaume de Sabran et Raymond Bérenger IV de Provence, au sujet du comté de Forcalquier qu'ils se disputaient. Le sud du comté de Forcalquier est attribué à Guillaume de Sabran, de la Durance à Forcalquier non-incluse ; le nord jusqu'au Buëch allant à Raimond Bérenger. Mais le castrum de Montjustin constitua une enclave attribuée à Raymond Bérenger.
L’orientation en ubac du terroir exploité par la communauté n’est pas des plus favorables, pour l’agriculture comme pour l’élevage. Au XIVe siècle, la communauté de Montjustin signe un contrat de dépaissance réciproque, permettant aux habitants de Montjustin de mener leurs troupeaux sur certains pâturages de Reillanne, orientés à l’adret, aux périodes où les prés de Montjustin n’étaient pas suffisamment herbus pour nourrir les moutons, avec réciprocité.
Vers 1357-1358, Montjustin fut une possession d’Arnaud de Cervole, dit l’Archiprêtre, célèbre chef de mercenaires du début de la guerre de Cent Ans.

### Temps modernes
En 1589, le duc de La Valette, à qui les habitants avaient refusé une halte (ou le passage) dans la cité, enlève la place après trois assauts ; la population est alors massacrée ou pendue et le village rasé,.
Cet épisode est à l'origine d'un proverbe : « Si fau rendre Montjustin, si rendet ». Cet appel s'adressait à toute la Provence « Provence, tu peux te rendre, Montjustin s’est rendu », signifiant qu'à l'impossible nul n'est tenu.

### Époque contemporaine
Comme de nombreuses communes du département, Montjustin se dote d’une école bien avant les lois Ferry : en 1863, elle en possède déjà une qui dispense une instruction primaire aux garçons, au chef-lieu. Aucune instruction n’est donnée aux filles : ni la loi Falloux (1851), qui impose l’ouverture d’une école de filles aux communes de plus de 800 habitants, ni la première loi Duruy (1867), qui abaisse ce seuil à 500 habitants, ne concernent Montjustin, et ce n’est qu’avec les lois Ferry que les filles de la commune sont régulièrement scolarisées.
Se dépeuplant progressivement après la Seconde Guerre mondiale, le village est découvert par Lucien Jacques, poète, qui passa par ce village où vivait le berger Justin Nègre qu'il avait connu lors des Rencontres du Contadour. L'installation de Lucien Jacques fut suivie de celle des cousins de Giono, les Fiorio, qui furent à l'origine de la renaissance agricole du village (lire la biographie de Serge Fiorio Pour saluer Fiorio, La Carde éditeur, 2011). Les amis de Giono, de Lucien Jacques et de Serge Fiorio qui s'installèrent à Montjustin dans les années 1950 ont fait de ce petit village perdu dans le Luberon un lieu exceptionnellement riche en intellectuels et en artistes : voir, plus bas, la liste des personnalités liées à la commune.
Jusqu’au milieu du XXe siècle, la vigne était cultivée à Montjustin. Le vin produit, de qualité médiocre, était destiné à l’autoconsommation. Cette culture est aujourd’hui abandonnée.

## Politique et administration

### Liste des maires
Depuis 1871, les maires sont élus par le conseil municipal à la suite de son élection au suffrage universel.
| Période                                  | Période     | Identité         | Étiquette | Qualité              |
| ---------------------------------------- | ----------- | ---------------- | --------- | -------------------- |
| Les données manquantes sont à compléter. |             |                  |           |                      |
| mai 1945                                 |             | Auguste Bouffier |           |                      |
|                                          |             |                  |           |                      |
| 1983                                     |             | Serge Fiorio     |           | Peintre              |
| mars 2001                                | 26 mai 2020 | André Bouffier,  | PRG       | Agriculteur retraité |
| 26 mai 2020                              | En cours    | Mathias Guibert  |           | Agriculteur          |

### Intercommunalité
Montjustin a fait partie, de 1992 à 2016, de la communauté de communes de Haute-Provence ; depuis le 1er janvier 2017, elle est membre de la communauté de communes Haute-Provence Pays de Banon.

## Population et société

### Démographie

#### Évolution démographique
L'évolution du nombre d'habitants est connue à travers les recensements de la population effectués dans la commune depuis 1765. Pour les communes de moins de 10 000 habitants, une enquête de recensement portant sur toute la population est réalisée tous les cinq ans, les populations de référence des années intermédiaires étant quant à elles estimées par interpolation ou extrapolation. Pour la commune, le premier recensement exhaustif entrant dans le cadre du nouveau dispositif a été réalisé en 2008.
En 2022, la commune comptait 57 habitants, en stagnation par rapport à 2016 (Alpes-de-Haute-Provence : +2,84 %, France hors Mayotte : +2,11 %).
| 1765 | 1793 | 1800 | 1806 | 1821 | 1831 | 1836 | 1841 | 1846 |
| ---- | ---- | ---- | ---- | ---- | ---- | ---- | ---- | ---- |
| 216  | 233  | 183  | 180  | 210  | 217  | 229  | 241  | 246  |

| 1851 | 1856 | 1861 | 1866 | 1872 | 1876 | 1881 | 1886 | 1891 |
| ---- | ---- | ---- | ---- | ---- | ---- | ---- | ---- | ---- |
| 245  | 250  | 210  | 192  | 178  | 189  | 184  | 159  | 145  |

| 1896 | 1901 | 1906 | 1911 | 1921 | 1926 | 1931 | 1936 | 1946 |
| ---- | ---- | ---- | ---- | ---- | ---- | ---- | ---- | ---- |
| 144  | 137  | 136  | 119  | 104  | 86   | 71   | 68   | 45   |

| 1954 | 1962 | 1968 | 1975 | 1982 | 1990 | 1999 | 2006 | 2008 |
| ---- | ---- | ---- | ---- | ---- | ---- | ---- | ---- | ---- |
| 68   | 51   | 46   | 45   | 47   | 54   | 60   | 52   | 50   |

| 2013 | 2018 | 2022 | - | - | - | - | - | - |
| ---- | ---- | ---- | - | - | - | - | - | - |
| 55   | 59   | 57   | - | - | - | - | - | - |

| 1315    | 1471    |
| ------- | ------- |
| 96 feux | 17 feux |

L’histoire démographique de Montjustin, après la saignée des XIVe et XVe siècles et le long mouvement de croissance jusqu’au début du XIXe siècle, est marquée par une période d’« étale » où la population reste relativement stable à un niveau élevé. Cette période dure de 1821 à 1856. L’exode rural provoque ensuite un mouvement de recul démographique de longue durée. En 1911, la commune enregistre la perte de la moitié de sa population du maximum historique de 1856. Le mouvement de recul se poursuit jusqu’aux années 1960. Depuis, la population est stabilisée entre 40 et 60 habitants.

#### Pyramide des âges
En 2021, le taux de personnes d'un âge inférieur à 30 ans s'élève à 20,4 %, soit en dessous de la moyenne départementale (28,7 %). À l'inverse, le taux de personnes d'âge supérieur à 60 ans est de 37,2 % la même année, alors qu'il est de 34,2 % au niveau départemental.
En 2021, la commune comptait 30 hommes pour 29 femmes, soit un taux de 50,85 % d'hommes, légèrement supérieur au taux départemental (48,47 %).
Les pyramides des âges de la commune et du département s'établissent comme suit :
| Hommes | Classe d’âge | Femmes |
| ------ | ------------ | ------ |
| 0,0    | 90 ou +      | 0,0    |
| 16,7   | 75-89 ans    | 20,7   |
| 23,3   | 60-74 ans    | 13,8   |
| 26,7   | 45-59 ans    | 24,1   |
| 13,3   | 30-44 ans    | 20,7   |
| 16,7   | 15-29 ans    | 13,8   |
| 3,3    | 0-14 ans     | 6,9    |

| Hommes | Classe d’âge | Femmes |
| ------ | ------------ | ------ |
| 1      | 90 ou +      | 2,5    |
| 9,9    | 75-89 ans    | 12,2   |
| 21,3   | 60-74 ans    | 21,4   |
| 20,9   | 45-59 ans    | 21     |
| 16,1   | 30-44 ans    | 16,1   |
| 14,3   | 15-29 ans    | 12,2   |
| 16,5   | 0-14 ans     | 14,6   |

### Enseignement
Montjustin dépend de l'académie d'Aix-Marseille.
Les élèves de Montjustin sont scolarisés à Reillanne (circonscription académique de Manosque). Un service de car scolaire est mis en place par le département.

### Santé
Il n'y a ni médecin ni infirmier à Montjustin. Les plus rapprochés sont localisés dans les communes de Céreste et de Reillanne à environ 3,5 km. Le centre hospitalier le plus rapproché est localisé à Manosque.

### Manifestations culturelles et festivités
La fête communale a lieu vers le 10 août et la fête patronale vers le 10 avril[réf. souhaitée].

### Cultes
La paroisse est rattachée à un groupe inter-paroissial qui comprend Aubenas-les-Alpes, Céreste, Dauphin, Lincel, Mane, Montfuron, Montjustin, Oppedette, Reillanne, Sainte-Croix-à-Lauze, Saint-Maime, Saint-Martin-les-Eaux, Saint-Michel-l'Observatoire, Vachères et Villemus. Le culte est célébré alternativement dans les églises de ces quinze communes.

## Économie

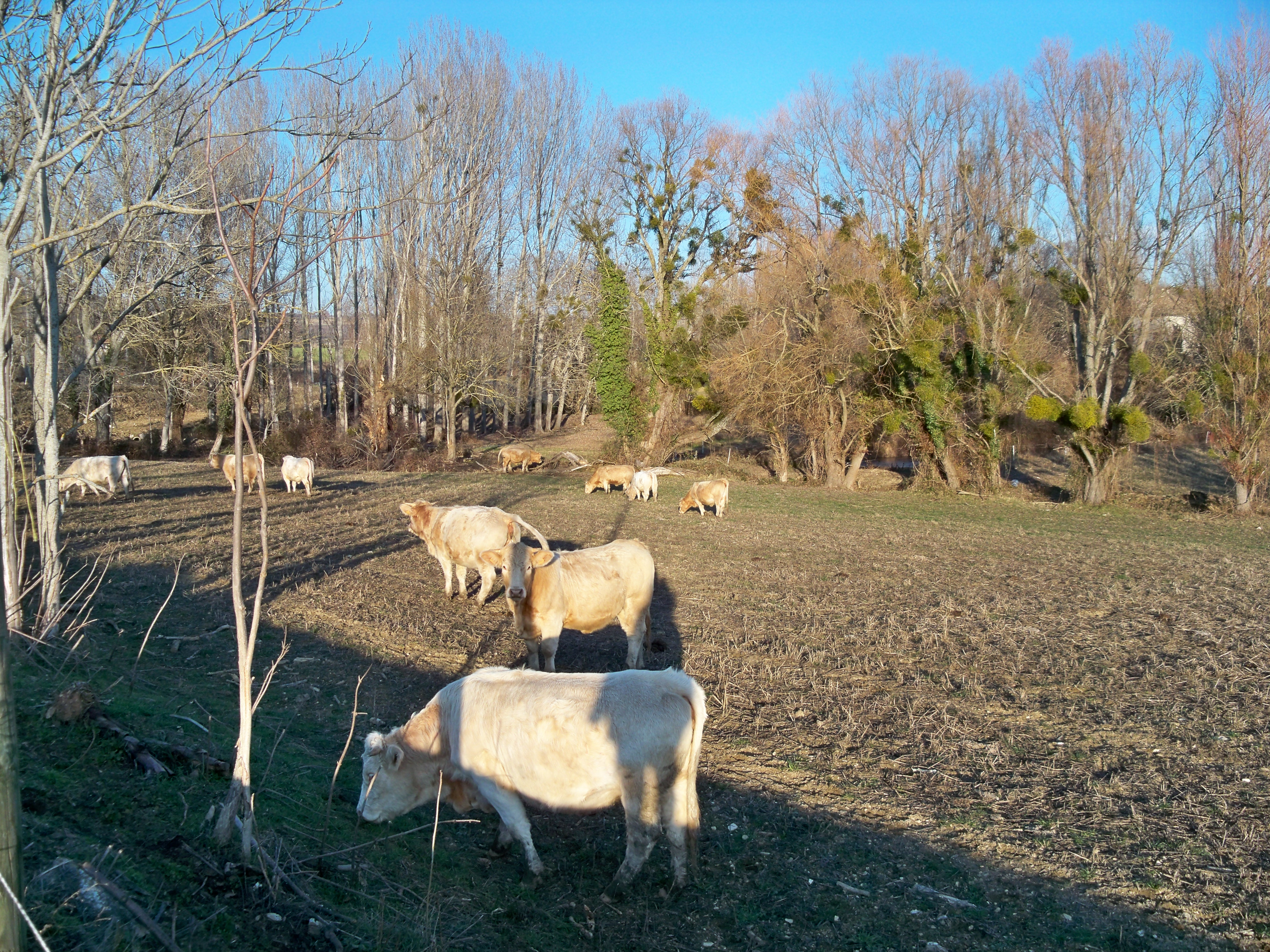
Troupeau de vaches près de Montjustin.

### Aperçu général
En 2009, la population active s’élevait à 21 personnes, dont 2 chômeurs. Ces travailleurs sont une petite majorité à être salariés (onze contre neuf indépendants) et travaillent majoritairement hors de la commune (douze contre huit).

### Agriculture
Fin 2010, le secteur primaire (agriculture, sylviculture, pêche) comptait sept établissements actifs au sens de l’Insee (exploitants non-professionnels inclus) et aucun emploi salarié. Le nombre d’exploitations professionnelles, selon l’enquête Agreste du ministère de l’Agriculture, est très faible et couvert par le secret statistique en 2010. Il était de six en 2000, de huit en 1988. Actuellement, ces exploitants sont essentiellement des élevages ovins, les arboriculteurs ayant disparu. De 1988 à 2000, la surface agricole utile (SAU) avait augmenté, de 276 à 313 ha.
La culture de l’olivier est pratiquée dans la commune depuis des siècles, tout en étant limitée à des surfaces restreintes. La terroir de la commune se situe en effet à la limite altitudinale de l’arbre, qui ne peut que difficilement être exploité au-delà des 650 mètres. De la même façon, l’autre culture symbolique des régions méditerranéennes, la vigne n’est plus cultivée pour une production commerciale dans la commune.
Une fromagerie, spécialisée dans le fromage de brebis, est installée à Montjustin.

### Industrie
Fin 2010, le secteur secondaire (industrie et construction) comptait trois établissements, n’employant aucun salarié.

### Activités de service
Fin 2010, le secteur tertiaire (commerces, services) comptait trois établissements, auxquels s’ajoutent l’unique établissement du secteur administratif, qui emploie l’unique salarié travaillant dans la commune.
D'après l’Observatoire départemental du tourisme, la fonction touristique est d’une importance limitée pour la commune, avec entre un et cinq touristes accueillis par habitant. Les capacités d'hébergement étant très faibles et consistent en quelques meublés labellisés et d’autres non-labellisés. Les résidences secondaires apportent un petit complément à la capacité d’accueil : au nombre de 16, elles représentent 36 % des logements,.

## Lieux et monuments

### Monuments

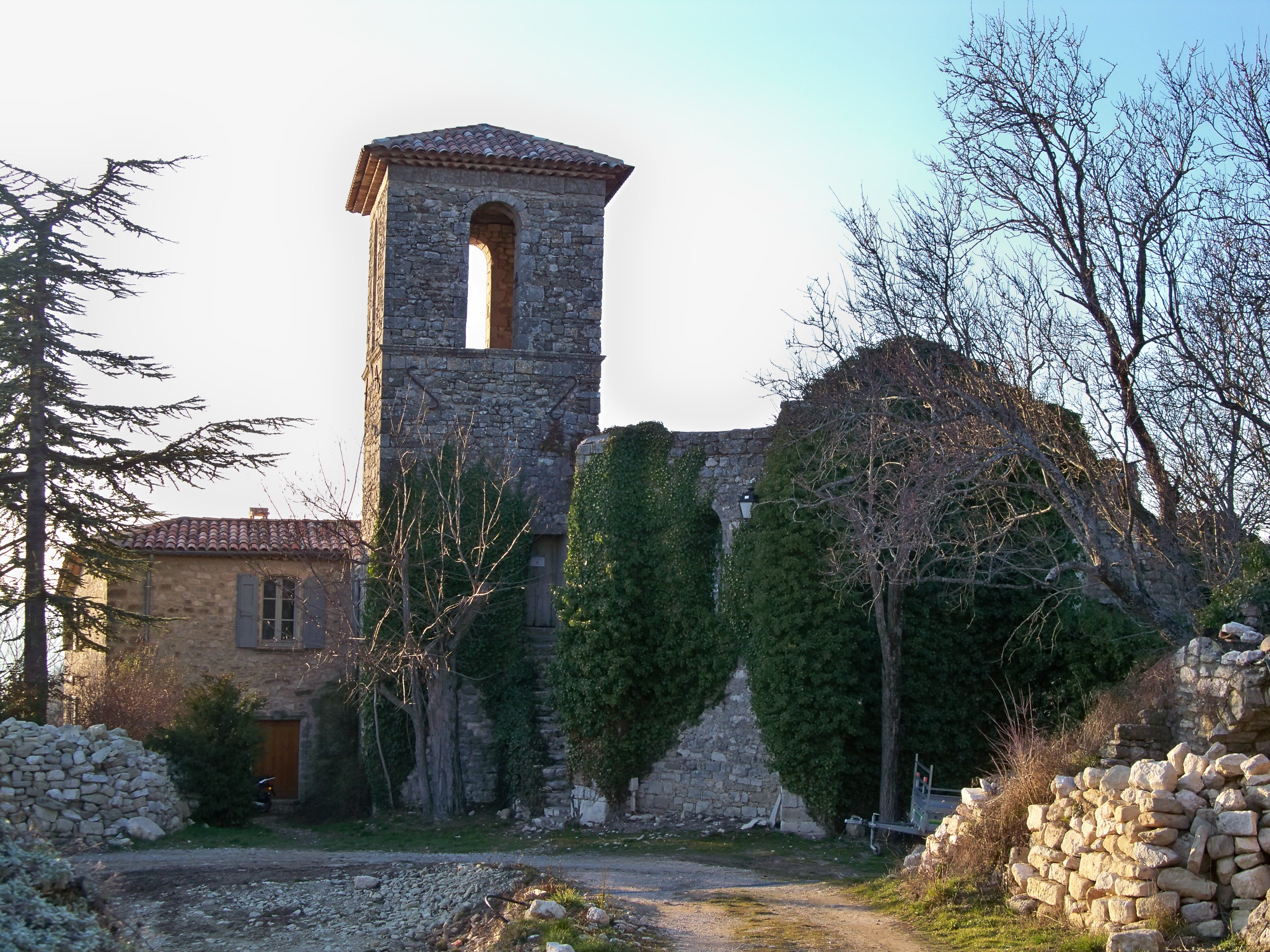
Ancienne église paroissiale

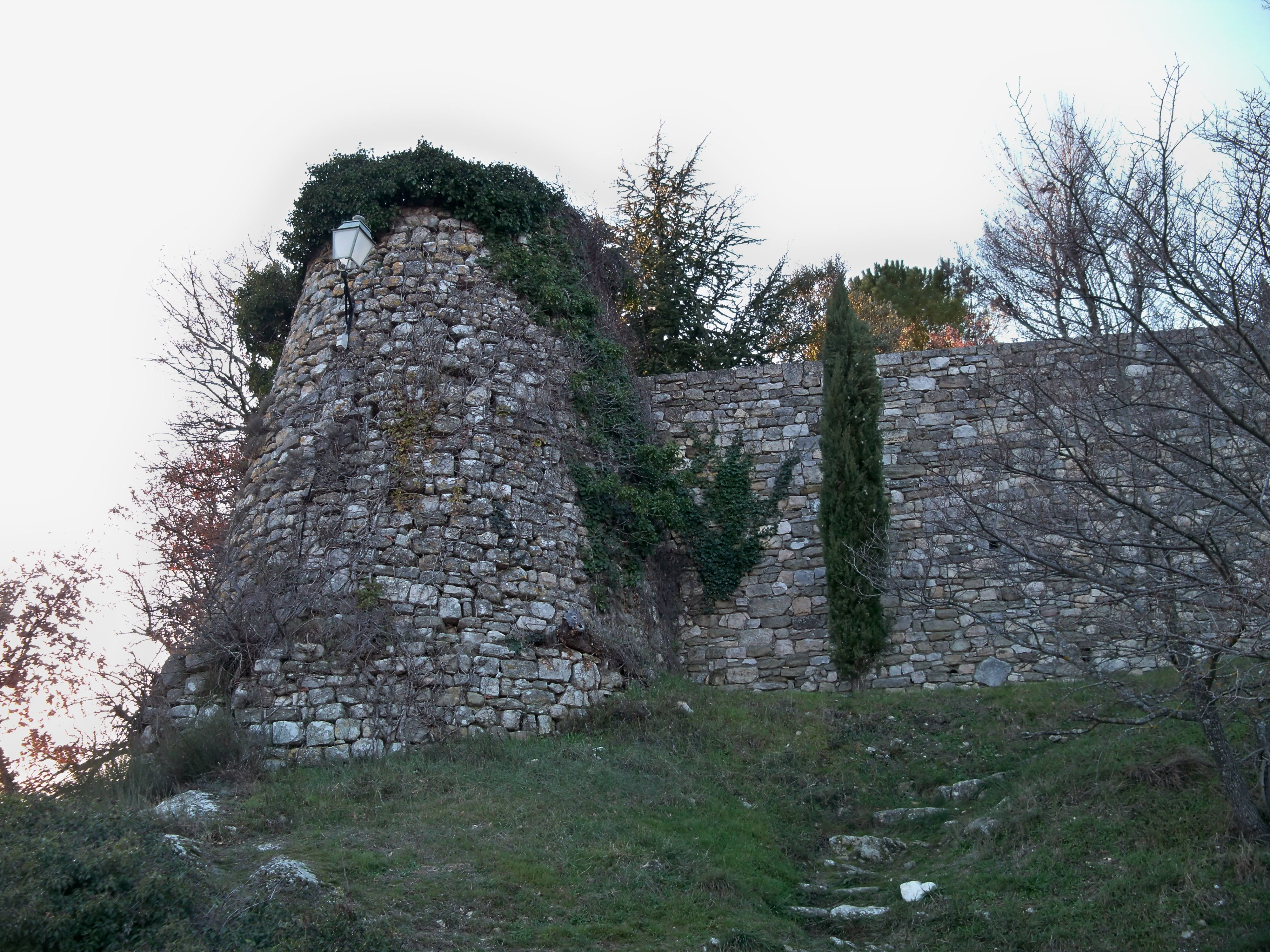
Remparts à Montjustin

Les remparts d'origine romane, restaurés en 1995, sont renforcés de quelques tours rondes.
Le château de Luzerne est en ruines.
L’ancienne église Notre-Dame-des-Neiges, paroissiale, reconstruite entre 1596 et 1606 (ou 1618 selon Raymond Collier), s’est effondrée dans les années 1930 et reste en ruines.
L’ancienne chapelle Saint-Maurice est reconvertie en bergerie, à Saint-Maurin.
- Maisons des XVIe et XVIIe siècles ;
- Four communal
- Vues sur toute la chaîne du Luberon et la vallée de l'Aiguebelle, la plaine de Reillanne, la montagne de Lure, les Alpes du sud.

### Patrimoine naturel
Les milieux naturels occupent 67 % des sols du territoire communal soit 690,79 ha. La zone de nature et de silence couvre une superficie de 515 ha. Les collines de Montjustin sont incluses dans la ZNIEFF intercommunale 930012367 - « Versant nord-est du massif du Luberon - forêts domaniales de Pélissier et de Montfuron - collines de Montjustin », qui s'étend sur 11 communes. Les habitats de cette zone sont des forêts de chênes verts et des falaises calcaires.

### Personnalités liées à la commune

Blason de Jean d'Ailhaud

- Jean d'Ailhaud (né à Lourmarin en 1674, mort en 1756 à Aix-en-Provence) médecin chirurgien, devenu baron de Castellet, seigneur de Vitrolles et de Montjustin, il fut conseiller et secrétaire du roi Louis XV, il est l'inventeur de la célèbre poudre purgative d'Ailhaud, et son fils, Jean-Gaspard d'Ailhaud (mort en 1800), auteur de sept livres défendant les travaux de son père.
- Charles Tillon, y avait une maison de famille qu'il restaura de 1952 à 1962.
- Les photographes et époux Henri Cartier-Bresson et Martine Franck sont inhumés à Montjustin. Cartier-Bresson y termina ses jours, dans sa maison située en contrebas du village[70].
- Lucien Jacques (1891-1961), poète.
- La poétesse Lucienne Desnoues et son époux le poète Jean Mogin, le critique littéraire Pierre Citron et sa femme, l'historienne Suzanne Citron s'installèrent à Montjustin dans les années 1950.
- Le peintre Serge Fiorio y a vécu et peint de 1947 à 2011. Il fut maire de la commune de 1983 à 2001.

### Héraldique
| Blason de Montjustin | Blason  | Coupé : au 1er d'argent à la bande de sinople, au 2e de sinople à un éléphant d'or. |
| Blason de Montjustin | Détails | Le statut officiel du blason reste à déterminer.                                    |